# Liste des évêques de Des Moines
La liste des évêques de Des Moines recense les noms des évêques qui se sont succédé sur le siège épiscopal de Des Moines, dans l'Iowa aux États-Unis depuis la fondation du diocèse de Des Moines Dioecesis Desmoinensis, le 12 août 1911 par détachement de celui de Davenport.

## Sont évêques
- 31 janvier 1912-31 janvier 1919 : Austin Dowling
- 28 mars 1919-† 24 octobre 1933 : Thomas Drumm (Thomas William Drumm)
- 24 mars 1934-7 février 1948 : Gérald Bergan (Gérald Thomas Bergan)
- 13 mars 1948-† 23 novembre 1964 : Edward Daly (Edward Célestin Daly)
- 30 janvier 1965-20 juillet 1967 : George Biskup (George Joseph Biskup)
- 2 avril 1968-14 octobre 1986 : Maurice Dingman (Maurice John Dingman)
- 10 février 1987-13 avril 1993 : William Bullock (William Henry Bullock)
- 12 novembre 1993-10 avril 2007 : Joseph Charron (Joseph Léo Charron)
- 10 avril 2008-18 juillet 2019 : Richard Pates (Richard Edmund Pates)
- depuis le 18 juillet 2019 : William Joensen (William M. Joensen)

## Sources
- (en) Fiche du diocèse sur catholic-hierarchy.org